# Bohinjska Bistrica
Bohinjska Bistrica (letteralmente: "Bistrica di Bohinj"; in tedesco Wochein Feistritz) è l'insediamento principale del comune di Bohinj.
Tra il 1920 e il 1943 sulla vetta del monte Šavnik (1576 m), attualmente facente parte dell'insediamento di Nemški Rovt, passava il confine tra Regno d'Italia e il Regno di Jugoslavia. Tale vetta faceva parte dell'allora cosiddetto Vallo Alpino orientale. È una stazione sciistica specializzata nello sci nordico, il lago di Bohinj è la maggiore attrazione della zona.

## Aree naturali
- Lago di Bohinj
- Parco nazionale del Tricorno